# Archibaccharis auriculata
Archibaccharis auriculata là một loài thực vật có hoa trong họ Cúc. Loài này được (Hemsl.) G.L.Nesom mô tả khoa học đầu tiên năm 1988.